# Bidžájští Hafsidé
Bidžájští Hafsidé byli vedlejší větev tuniské sunnitské dynastie Hafsidů. Bidžájská větev vládla v emirátu ve východním Alžírsku s hlavním městem Bidžája. Bidžájský emirát (arabsky الإمارة الحفصيون ببجاية) vznikl v roce 1285 odtržením od Tuniského sultanátu Hafsidů a přestože se občas tamní emírové podřizovali tuniským vládcům, mnohdy si vládli zcela suverénně a často mezi oběma větvemi hafsidského rodu docházelo ke konfliktům. V roce 1510 bylo město Bidžája dobyto Španěly a suverénní sultanát tak zanikl.
Poslední emír Abdul-Abbás 'Abd al-Azíz nedokázal na vpád Španělů účinně zareagovat, neboť byl zcela zaměstnán bojem se svým bratrem Abú Bakrem, který byl constantinským emírem a rovněž Hafsid, který se od bratrova emirátu odtrhl a poté se mezi nimi rozhořel boj o nadvládu. K dobytí Bidžáje stačila Španělům síla pěti tisíc mužů. Zatímco bylo město s okolním územím anektováno, východní část patřící pod constantinský emirát se osamostatnila. Později do země vtrhli Osmanští Turci a ustanovili zde regentství podřízené Osmanské říši.